# Batalla de Cinoscéfalas (364 a. C.)
La batalla de Cinoscéfalas se produjo en el año 364 a. C. y enfrentó a la polis de Tebas, comandada por Pelópidas, contra los soldados tesalios de Alejandro de Feras. Durante el combate fue muerto el general Pelópidas. Al año siguiente, el comandante tebano Epaminondas vengó su muerte derrotando al ejército de Alejandro.
- Datos: Q2334746